# 小叶地不容
小叶地不容（学名：Stephania succifera）为防已科千金藤属的植物，是中国的特有植物。分布在中国大陆的海南等地，常生于林下或多石砾的地方，目前尚未由人工引种栽培。